# لوكهيد سي إل-1200
لوكهيد سي إل-1200 (بالإنجليزية: Lockheed CL-1200)‏ هي طائرة تجريبية، صنعت كنموذج لطائرة مقاتلة عالية الاداء. أنتجت في الولايات المتحدة. من صناعة شركة لوكهيد.